# リーヴァ・デル・ガルダ
リーヴァ・デル・ガルダ（イタリア語: Riva del Garda）は、イタリア共和国トレンティーノ＝アルト・アディジェ州トレント自治県にある、人口約18,000人の基礎自治体（コムーネ）。ガルダ湖北端に位置する都市である。

## 地理

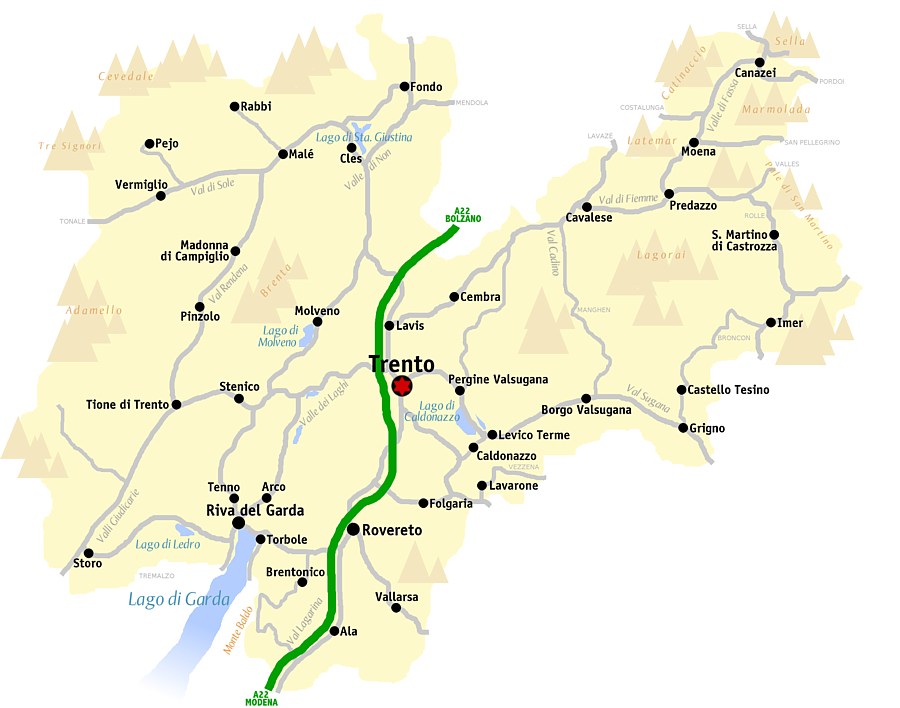
トレント県概略図

### 位置・広がり
トレント自治県南西部に位置する。県都トレントから南西へ30kmの距離にある。

#### 隣接コムーネ
隣接するコムーネは以下の通り。括弧内のBSはブレシア県、VRはヴェローナ県所属を示す。
| - アルコ - レードロ (コンチェーイ、ピエーヴェ・ディ・レードロ、モリーナ・ディ・レードロ) - リモーネ・スル・ガルダ (BS) - マルチェージネ (VR) - ナーゴ＝トルボレ - テンノ |

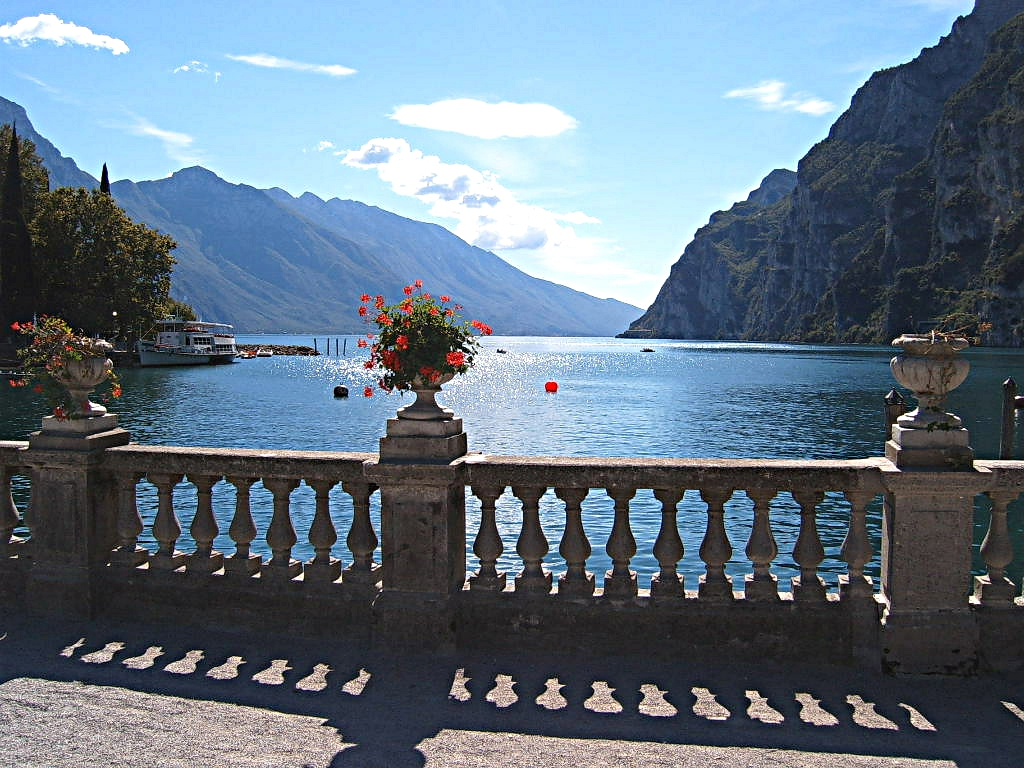
ガルダ湖畔

## 行政

### 分離集落
リーヴァ・デル・ガルダには、以下の分離集落（フラツィオーネ）がある。
- Campi, Pregasina, Sant'Alessandro, Varone

### Comunita di valle
トレント自治県が設置した広域行政組織 Comunita di valle 「アルト・ガルダ・エ・レードロ」 (it:Comunità Alto Garda e Ledro) の事務所所在地（Capoluogo）である。この地区には以下のコムーネが含まれる。
- アルコ、ドレーナ、ドロ、レードロ、ナーゴ＝トルボレ、リーヴァ・デル・ガルダ、テンノ

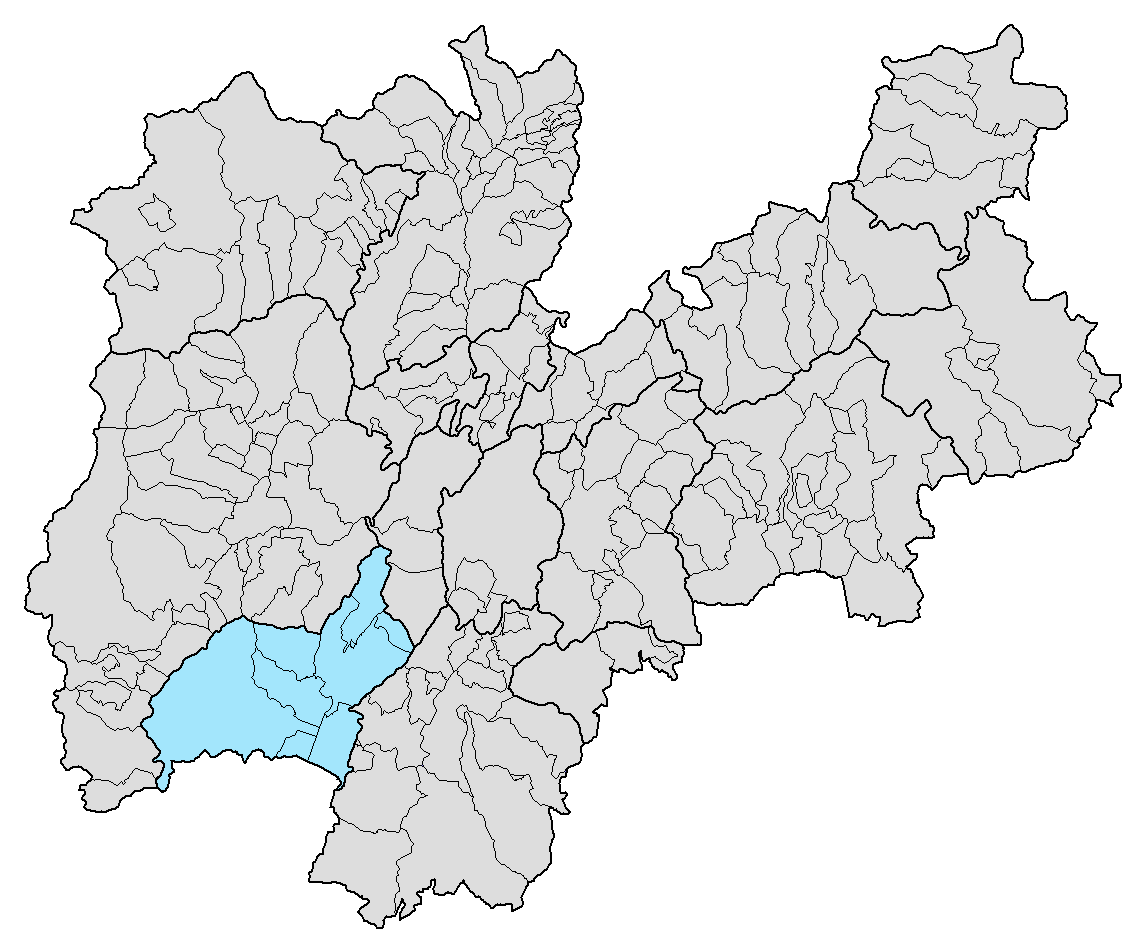
Comunità Alto Garda e Ledro

## 住民

### 言語
| 少数言語話者の割合（2011年） | 少数言語話者の割合（2011年） | 少数言語話者の割合（2011年） | 少数言語話者の割合（2011年） | 少数言語話者の割合（2011年） |
| ---------------------------- | ---------------------------- | ---------------------------- | ---------------------------- | ---------------------------- |
|                              |                              |                              |                              |                              |
| ラディン語                   | ラディン語                   |                              | 0.3%                         | 0.3%                         |
| モケーニ語                   | モケーニ語                   |                              | 0.0%                         | 0.0%                         |
| チンブロ語                   | チンブロ語                   |                              | 0.1%                         | 0.1%                         |

2011年10月9日に行われた国勢調査によれば52人のラディン語話者がいるが、人口（15,868人）に占める割合はごく小さい。またチンブロ語話者も若干いる。

## 姉妹都市
- ベンスハイム、ドイツ 1989年

## 人物

### 著名な出身者
- クルト・シュシュニック - 20世紀の政治家。オーストリア連邦（第一共和国）首相。